# Mitiaro
Mitiʻāro è un'isola appartenente all'arcipelago delle Isole Cook, localizzata 47 km a nord-ovest di Mauke e 39 km a sud-est di Atiu.